# Гаврилів Богдан Миронович
Богда́н Миро́нович Гаври́лів (нар. 10 квітня 1999 — 4 березня 2019) — солдат Збройних сил України, учасник російсько-української війни.

## Життєпис
Народився 1999 року в місті Калуш (житловий масив Підгірки) Івано-Франківської області. Закінчив загальноосвітню школу, потім навчався в калуському ВПУ № 7 за фахом лицювальник-плиточник, муляр-штукатур; займався боксом.
У 2018 році залишив навчання та вступив на військову службу за контрактом; солдат, розвідник-далекомірник 1-го батальйону 80-ї бригади.
4 березня 2019 року загинув внаслідок мінометного обстрілу поблизу села Лебединське (Волноваський район): о 6-й ранку противник з боку окупованої Ужівки почав обстріл із танків, артилерії, мінометів та ПТРК. Богдан Гаврилів передав на командно-спостережний пункт координати; близько 7:40 безпосередньо на його спостережному посту розірвалася міна. Зазнав мінно-вибухових травм, несумісних з життям.
Після прощання у Львові 8 березня 2019-го похований у Калуші; калушани на колінах зустріли колону, яка супроводила тіло Героя. Десятки священників й тисячі калушан і побратимів зібралися в палаці культури «Мінерал» на останнє прощання.
Без Богдана лишились батьки та друзі.

## Нагороди та вшанування
- Указом Президента України № 149/2019 від 18 квітня 2019 року «за особисту мужність і самовіддані дії, виявлені у захисті державного суверенітету та територіальної цілісності України, зразкового виконання військового обов'язку» — нагороджений орденом «За мужність» III ступеня (посмертно)[4].